# Korps Commandotroepen
Il Korps Commandotroepen (dall'olandese, Il Corpo dei Commando) è un reggimento di forze speciali del Regio Esercito dei Paesi Bassi, unità specializzata nella ricognizione speciale, nelle azioni dirette, nell'anti-terrorismo e nelle missioni di salvataggio.

## Storia
Costituito nel 1950, con sede a Roosendal, il KCT è considerato erede delle unità di commando olandesi attive tra il 1942 ed il 1949. Durante la Seconda Guerra Mondiale, in seno al No 10 Inter Allied Commando, operò il 2nd Dutch Commando, un reparto di circa 50 soldati che, sotto comando britannico, prese parte a molte operazioni di sabotaggio e di supporto alle formazioni partigiane durante l'occupazione tedesca del Regno. Nel 1944 il 2nd Commando prese parte alla liberazione dei Paesi Bassi, distinguendosi nella battaglia di Arnhem e durante l'Operazione Market Garden. Contemporaneamente, sul Fronte del Pacifico, operò un'unità gemella del Korps Insulinde, che attuava azioni di guerriglia nelle Indie Orientali Olandesi, occupate nel 1942 dall'Esercito Imperiale del Giappone. Con la fine del conflitto mondiale e l'inizio della Guerra d'Indipendenza Indonesiana lo Stato Maggiore del Regio Esercito decise di inserire i veterani dei due commando nel Reggimento Speciale, che nel biennio 1948 - 1949 prese parte a numerose operazioni contro - insurrezionali, soprattutto a Giava e a Sumatra. Nel 1949, quando infine Amsterdam riconobbe l'indipendenza della sua ex colonia, i commando furono rimpatriati per essere inseriti l'anno successivo nel Korps Commandotroepen.
Dopo aver preso parte alla Guerra di Corea, il KCT fu oggetto di numerose riorganizzazioni, che portarono ad un progressivo ampliamento dell'organico e all'assegnazione della funzione di reparto antiterrorismo negli anni settanta. In principio il KCT aveva gli effettivi di una compagnia, poi fu promosso al livello di battaglione negli anni novanta ed infine reggimento dopo l'11 settembre 2001.

## Missioni note
Dal Secondo Dopoguerra in poi il KCT ha preso parte a numerose missioni oltreoceano, soprattutto quale forza speciale di supporto a contingenti olandesi che prendevano parte a missioni umanitarie sotto l'egida dell'ONU o della NATO.
- Guerra di Corea (1951 - 1953), impiegato in missioni di sabotaggio dietro le linee nemiche;
- Libano (1982 -1984), parte del contingente UNIFIL;
- Iraq (1991), missione umanitaria Provide Comfort nel Kurdistan iracheno;
- Somalia (1992 - 1994), parte della missione UNISOM e UNISOM 2;
- Bosnia (1995 - 2000), parte del contingente SFOR;
- Kossovo (1999 - 2000), parte del contingente KFOR;
- Macedonia (2000 - 2002), missione umanitaria ONU per porre fine alla guerra civile tra governo e ribelli di origine albanese;
- Guerra in Afghanistan (2002 - 2010), parte del contingente ISAF. Alcune pattuglie del KCT, le squadre VIPER, furono inserite nella Task Force 55 che operava nell'ambito dell'ISAF Special Operations Command; presero parte, tra il 2006 ed il 2010, a numerose operazioni contro - insurrezionali e di antiterrorismo. Il KCT si distinse in particolare nell'Operazione Medusa (settembre 2006) e nella battaglia di Chora nel giugno 2007. Nel 2009 un caporale del KCT rimase ucciso in azione, ad oggi l'unica vittima nota nel conflitto.
- Iraq (2003 -2005), parte della Coalizione Multinazionale in Iraq per svolgere attività addestrativa di forze di sicurezza locali. Per i Paesi Bassi l'intervento in Iraq era da considerarsi una missione di pace e non una guerra.
- Mali (dal 2014), attività addestrativa di forze locali all'aniterrorismo.
- Iraq (dal 2015), intervento contro lo Stato Islamico. Svolta anche attività addestrativa di forze locali, soprattutto nel Kurdistan Iracheno.[3]

## Organizzazione
Il numero di effettivi del KCT è un segreto militare. Si compone di:
- Quartier Generale
- Reparto Logistico (comunicazioni ed intelligence)
- Reparto Addestrativo
- 1º Battaglione commando (componente operativa), composto da quattro compagnie di commando e una di supporto.

In missione il KCT opera soprattutto in pattuglie da otto elementi, di cui due sono tiratori scelti, due radio operatori, due paramedici e due esperti in demolizione.

## Selezione e addestramento
Al pari di altre unità d'élite, quali lo USMC o la Brigata Folgore italiana, per decenni il KCT è stato un reparto composto in gran parte da volontari ma che accettava una piccola percentuale di coscritti, questo fino al 1995, anno in cui i Paesi Passi decisero di sospendere la leva obbligatoria.
Le selezioni sono aperte a uomini e donne (anche se ad oggi nessuna donna è mai diventata commando), militari in servizio in tutte le forze armate ma anche civili. Questa scelta è dovuta al limitato numero di effettivi del Regio Esercito; per ammissione del Ministero della Difesa di Amsterdam circa un terzo dei componenti del KCT è entrato nell'unità senza aver avuto altre precedenti esperienze militari. La selezione è suddivisa in varie fasi ma tutte si sostanziano in durissime prove fisiche e test psico attitudinali, onde verificare che le reclute posseggano sia resistenza fisica sia stabilità emotiva, dati i delicati compiti operativi del reggimento, quali la ricognizione speciale e la liberazione ostaggi. Circa l'80 / 90 % dei candidati non supera le fasi selettive.
Dopo la selezione vi sono i corsi d'addestramento, durante i quali le reclute possono sempre venire scartate. Questi si svolgono sia nei Paesi Bassi sia all'estero, onde preparare i commando ad operare in ogni ambiente. Vi sono corsi di paracadutismo, anfibi, da montagna, di combattimento nella giungla, sopravvivenza nei deserti ed altri ancora. Anche i corsi linguistici sono numerosi, perché gli operatori devono parlare inglese a livello madrelingua e molto richieste sono le lingue mediorientali, quali l'arabo ed il persiano. I commando si qualificano poi come tiratori scelti, assaltatori, unità antiterrorismo, ecc, per essere assegnati al battaglione di commando. L'iter addestrativo dura 16 mesi, 18 se le reclute sono civili. Gli ex membri della componente operativa possono poi far domanda per essere nominati istruttori.